# 鞑靼人
韃靼人（羅馬化：tatarlar，羅馬化：tatary），或音译达怛、达旦、达打、达达、达靼等，源自突厥人對蒙古草原東部部族的稱呼，具體指代時處於契丹北方的柔然後裔或相關蒙古語諸部的一個身份術語，後含義延括至以蒙古族為其一族源的諸族羣，成為外界對歐亞大草原一系列遊牧民族的統稱，如克烈、塔塔兒、弘吉剌、篾兒乞、斡亦剌、吉利吉思、乃蠻、汪古等。
歷史而言，韃靼人Tatars (或Tartars) 可以指代任一個始源於北亞及中亞、後被歐洲繪制圖師描述作韃靼利亞這一廣袤地域的族羣，而這一地區也可以和蒙古帝國自身畫上等號。到近世後這一指稱更較精細地指代特定關聯的族羣，即明確自身為韃靼人的羣體或者使用語言通常認知為韃靼語的羣體。
在欧洲方面，鞑靼人這一稱謂是泛指蒙古人及適用於黑海北部所有的蒙古後繼者:90。地理範圍以原金帐汗国轄境作準，包括喀山汗國、克里米亞汗國、阿斯特拉罕汗國、諾蓋汗國、西伯利亞汗國這些地方的人口及居民，歐洲方面是有不加區分地以鞑靼人泛稱他們。
現代認知裡屬於韃靼人範疇內最大分支羣體，是根植於阿的里-烏拉爾（韃靼斯坦和巴什科尔托斯坦）的伏爾加韃靼人，即屬於現代俄羅斯轄內所認定的韃靼人。而歷史上，俄羅斯沙皇國和俄羅斯帝國的諸多貴族世家也可溯源有韃靼人血統。

## 歷史上東西方對韃靼的記述

### 「鞑靼」的出現
韃靼之名在南北朝已經出現，源自柔然的別名大壇、壇壇，柔然被突厥汗国擊敗後分為南北兩支，其南支來到遼河上游老哈河、西拉木倫河流域遊獵，成為契丹人的一支族源；其北支來到今外興安嶺以南地區，被稱作「室韋」，也就是後來蒙古人的祖先。室韋與契丹同出一源，以大興安嶺為界，「南者為契丹，在北者號為室韋」，在突厥語中稱「室韋」為「韃靼」，指的是契丹之北的柔然後裔或相關蒙古語系族諸部。在該定義指稱擴張至室韋其後，並不屬於室韋的其他草原部落也被納入該概念範疇，由此其是成為北方諸多游牧部族泛稱。作为突厥人对东面室韦诸部的统称，这一族称最早见于732年所立的突厥如尼文阙特勤碑。该碑文东面第4行和第14行都提到“三十姓鞑靼”（OtuzTatar）。立于735年的毗伽可汗碑除了“三十姓鞑靼”外，东面第34行还记有“九姓鞑靼”（TokuzTatar）。汉文译名“达怛”则最早见于9世纪40年代。
位於呼倫湖以南住牧的韃靼人有部分部族也隨後了西遷，與先期西遷的蒙兀室韋再次南北比鄰相居，逐漸形成了鬆散的「韃靼聯盟」。其中在土拉河、鄂兒渾河一帶的被稱作「九姓韃靼」，也就是後來「克烈部」，在陰山以北一帶的被稱作「陰山韃靼」，也就是後來的「汪古部」。 留在呼倫湖而未西遷的被稱作「三十姓韃靼」，也就是後來的「塔塔爾部」。
遼金時代遷入漠北的塔塔兒部（「三十姓韃靼」）一度建立過較強的部落聯盟，十世纪時成為遼的屬部阻卜（朮不姑），遼亡國後成為金朝的屬國塔塔兒，金朝利用他們對付其他部落，十二世纪时他們的牧場在呼倫貝爾一帶。塔塔兒在辽代契丹人和金代女真人的统治後，大部分融入了形成中的蒙古，成为蒙古民族的主要来源之一。
古代的韃靼人是一個多民族的部落集團，裡面既有說突厥語的部族，也有說蒙古語的部族。13世紀初，廣義的韃靼包括林中百姓與被成吉思汗征服的所有草原游牧民。這些蒙古突厥遊牧民族的不同群體成為蒙古征服者成吉思汗部隊的一部分，其後蒙古人與突厥人互相混雜在一起，因而入侵俄羅斯和匈牙利的蒙古軍隊，就被歐洲人統稱為韃靼人。韃靼人西遷路線有兩條，一個是伏爾加河流域，另一個是葉尼塞河流域。遷到伏爾加河流域的韃靼人結合原來這裡說突厥語的欽察人、保加爾人形成今天伏爾加韃靼人，而留居葉尼塞河的韃靼部人則和當地阿爾泰人、哈卡斯人融合形成西伯利亞韃靼人。一说伊朗高原的黑鞑靼人大約在中國南宋末期随着蒙古西征遷往中东地区。

### 西方認知和界定

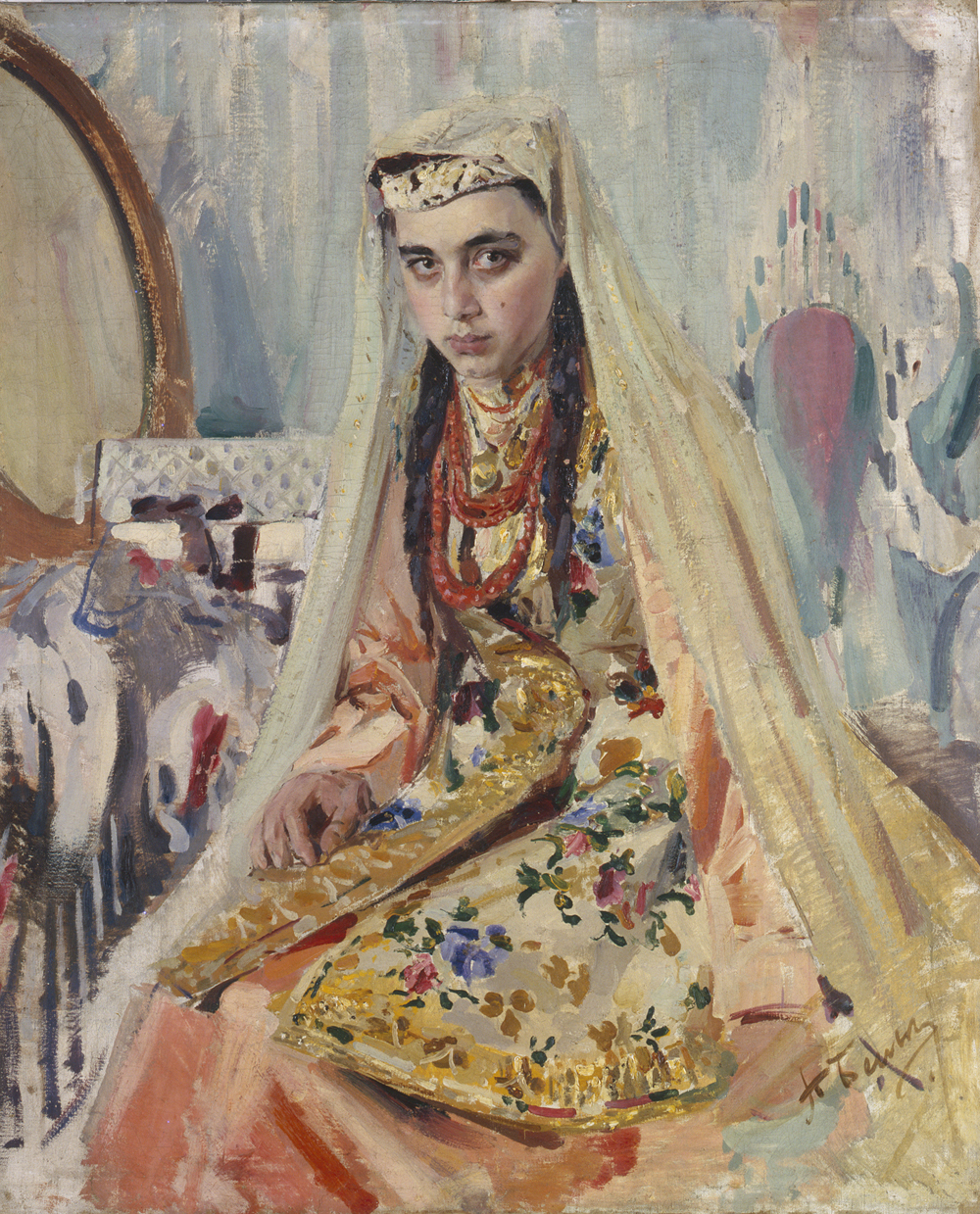
韃靼女性肖像畫，1924～1928年間，烏茲別克美術館藏。

在拉丁語中追溯韃靼人Tartar，可於拉丁語或法語尋獲其起源，是於土耳其語和波斯語 （tātār, 御獸信使）傳入西歐諸語言。而在早期西文之中是具有額外一個r ，該形制依據牛津英語詞典，較可能是由於和塔耳塔罗斯存在關聯。十三世紀時的歐洲人，便將韃靼人（突厥-蒙古人）和地獄Tartari一詞聯系起來，如時巴黎的馬太有記述過:ⅩⅤ「無數的韃靼軍隊…像魔鬼般從地獄涌出，所以他們被恰當地叫做地獄的人（Tartari/Tartarians）」，另時神聖羅馬帝國腓特烈二世給亨利三世的書信:ⅪⅩ有述其願望「韃靼人最終將被趕下他們的地獄里去」。

### 長城以外及东蒙古
古代，鞑靼也是中國本部的漢人对北部国界线长城境外的各漁獵、遊牧民族的统称，從此词发展出来的词有：鞑虏和鞑子。赫哲族被称为「魚皮鞑子」，鄂倫春族被稱為「狍皮韃子、山韃」。清末时革命党用「鞑虏」特指清朝的满族统治者。
明初退回漠北苟延残喘的北元政权後被明軍击败分裂，1399年坤帖木兒即位后四卫拉特脱离蒙古大汗的控制，明朝称呼分裂后的蒙古本部为「鞑靼」，与西部的瓦剌并立。明末时蒙古诸部或被称为“西鞑靼”，以与被欧洲传教士称为“东鞑靼”的女真区分。
韃靼也是江戶時代日本人對滿族的稱呼。歐洲傳教士所著《韃靼戰紀》同样稱呼滿洲人為「韃靼」。

## 族羣分系演化

### 突厥化族群
在俄罗斯和部份欧洲国家，鞑靼泛指蒙古人及在蒙古帝国扩张时期随蒙古人进入欧洲的其他草原游牧民族。12世纪的维吾尔大学者麻赫穆德·喀什噶里认为韃靼人說一種突厥語方言。
“韃靼”這個名字是拜占庭人開始使用，用來指代黑海到咸海一帶廣袤草原的各種游牧半游牧的突厥人，這些突厥人有一個共同特征，韃靼這個名字來源于蒙古草原的九姓韃靼，但是九姓韃靼也不完全是蒙古語部族，其中還有一些原屬于鐵勒的突厥語部族。成吉思汗征服韃靼部後，說突厥語的韃靼部民就西遷了，留下來融入蒙古族的基本上是說蒙古語的部民。現在俄羅斯所有的塔塔爾族都或多或少的帶有韃靼部民的血統，即使沒有韃靼部血統，但是有些血統是共有的，比如欽察、烏戈爾，這也是大家都沿用塔塔爾族名的原因。
欧洲人所说的“鞑靼人”分广义和狭义两个称谓，广义指俄国境内使用突厥语各族（阿塞拜疆人以及北高加索、中亚、伏尔加河流域突厥语各族）的统称。狭义鞑靼指鞑靼族，该民族是突厥人的一支。一開始只有克里米亞的突厥人自稱韃靼。其他地區的韃靼人十九世紀才自稱韃靼。其实各鞑靼也不是一回事，各个“鞑靼”的名称也是俄罗斯人起的，因为他们只知道用“鞑靼” 来描述突厥、蒙古人。因為有些韃靼人像白色人種，有些像黃色人種，对伏尔加鞑靼来說的汪古部落影响较为大。全世界有57支不同鞑靼人，但也是同一民族。20世紀末全世界有1,000萬韃靼人，在中亚五国与阿塞拜疆人口也多于3万。

### 民族國家化後的鞑靼族

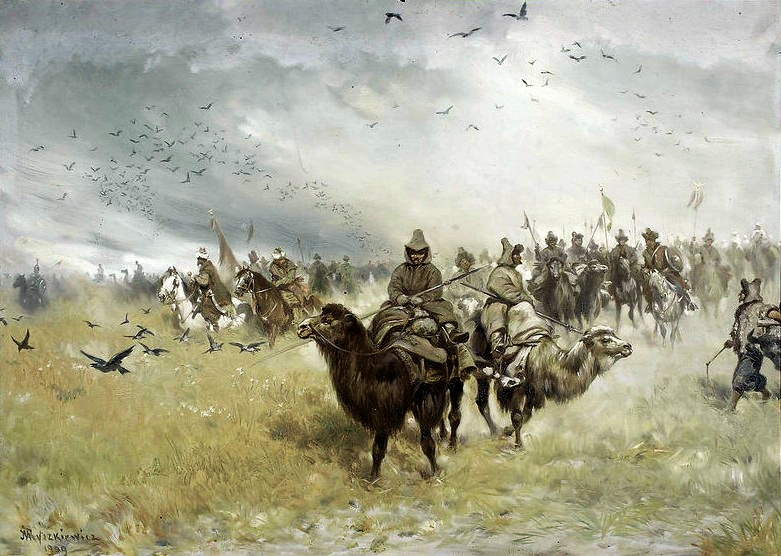
楚措拉戰役中鄂圖曼帝國一方的韃靼人先遣部隊。

3世纪至4世纪中国魏晋时期，由于匈人及其他一些游牧部落向西迁徙进入中亚和东欧，并且很多的游牧部落先后移居乌拉尔山脉和伏尔加河流域，接受了当地使用乌拉尔语系民族的许多文化因素和语言。5—6世纪的柔然汗国和白匈奴的在中亚的扩张和崩溃；以及6世纪到7世纪，突厥汗国向外扩张，大批突厥部落涌向西伯利亚、中亚和俄罗斯平原的森林、草原地带。1242年，成吉思汗之长子术赤之次子拔都在西起多瑙河中下游，俄罗斯平原和东至中亚咸海地区建立金帐汗国，其居民主要是以操突厥语的奇卜察克人（钦察）和保加尔人为主体。
13世纪到15世纪，西迁的蒙古人以及大多数被并入金帐汗国的突厥语族部落，在语言和文化方面互相结合，形成鞑靼民族。血缘上讲，其中蒙古人的成分很少，主要是当地的突厥民族（保加尔人、钦察人），其文化，包括姓氏，则受突厥影响明显。15世纪到16世纪，金帐汗国的分裂为白帐汗国、蓝帐汗国、喀山汗国、阿斯特拉罕汗国、克里米亚汗国、西伯利亚汗国等数国。同时也形成了鞑靼人的各个地方分支：伏尔加鞑靼人、阿斯特拉罕鞑靼人、克里米亚鞑靼人、西伯利亚鞑靼人、烏拉爾韃靼人、卡西莫夫韃靼人、楚利姆韃靼人、梁贊州韃靼人、高加索韃靼人、米薩韃靼人、立陶宛韃靼人、白俄羅斯韃靼人、波蘭韃靼人、托博爾斯克韃靼人、沃洛格达韃靼人、雅羅斯拉夫爾韃靼人、NORQAT韃靼人、彼爾姆韃靼人、芬兰韃靼人等。
西伯利亞地區的鞑靼人还包括圖拉鞑靼人、秋明鞑靼人、葉尼塞河韃靼人、米努辛斯克韃靼人等很多分支；喀山鞑靼人（包括伏尔加鞑靼人）、卡西莫夫鞑靼人、伏尔加鞑靼人、米沙尔鞑靼人4支又合称伏尔加－乌拉尔鞑靼；阿斯特拉罕鞑靼人还包括Yurtovsk鞑靼人和Kundrovsk鞑靼人两部，北高加索山区还有7个很小的鞑靼人部落，它们说着不同的突厥语和高加索语言。不同的韃靼人來源與文化也不同，不能只以韃靼籠統稱呼。克里米亞韃靼源於古代的哥德人（日耳曼系）。受乌古斯人影响大。阿巴坎鞑靼是哈卡斯人，米努辛斯克鞑靼是吉尔吉斯人留在西伯利亚的部分，西伯利亚鞑靼是由西伯利亚汗国与部分蓝帐汗國人混合而成的群体。

## 现况
在现代俄罗斯，鞑靼人是不同突厥民族的总称，合称为“鞑靼人”。
今天鞑靼人主要分布于中亞、阿富汗和歐洲（俄羅斯的喀山、烏克蘭的克里米亞、白羅斯、波蘭、立陶宛、芬蘭）各地。他們是俄羅斯人口最多的突厥语系民族。芬蘭與波羅的海國家的韃靼人屬米沙爾（mishar）支。其中以伏尔加河流域到乌拉尔山一带的鞑靼人，人数最多特别是喀山鞑靼人（1910年40万在乌法、10万在萨马拉与辛比尔斯克），经济和文化也较发达。現在的韃靼人是伏爾加保加利亞、欽察人與不多蒙古人的後裔。有些人叫伏尔加鞑靼为新保加尔人。
最大的鞑靼人口是伏尔加-乌拉尔地区的伏尔加鞑靼人和克里米亚的克里米亚鞑靼人。较小群体的利普卡鞑靼人和阿斯特拉罕鞑靼人生活在欧洲，西伯利亚鞑靼人生活在亚洲。欧洲的大多数鞑靼人信奉伊斯兰教逊尼派。而西伯利亚鞑靼人仍保留萨满教元素。

### 伏尔加鞑靼人（塔塔爾）

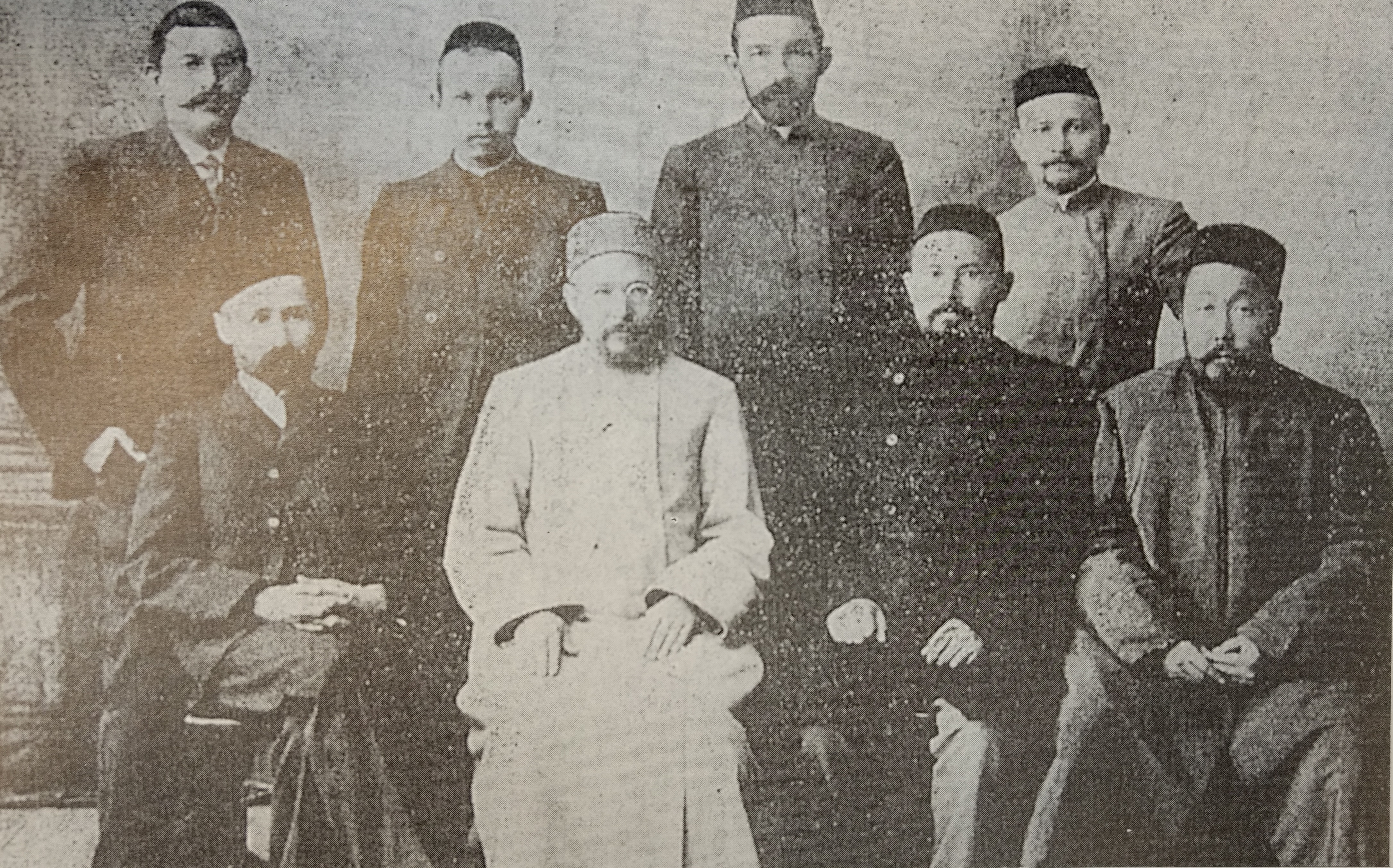
沙俄末年的伏爾加韃靼人菁英。

伏尔加鞑靼人是俄罗斯仅次于俄罗斯族的第二大民族。 他们被分为不同的支系。 他们大多数居住在鞑靼斯坦共和国和巴什科尔托斯坦共和国。 母语是鞑靼语，属于突厥语系钦察-保加尔语支。中国的塔塔尔族是近代俄罗斯伏爾加鞑靼人移民在中国的后代。

### 克里米亚鞑靼人
克里米亚鞑靼人是克里米亚相对较新的族群。 他们取代了于公元3世纪定居于此的讲希腊语的拜占庭人、哥特人。克里米亚鞑靼人在13世纪至17世纪获得了独特的身份，他们吸收了许多入侵的突厥人，包括10世纪在克里米亚定居的库曼人以及之前居住在克里米亚的其他民族（希腊人、斯基泰人和哥特人）。

### 利普卡韃靼人
利普卡鞑靼人是一群讲突厥语的鞑靼人，最初于14世纪初定居在立陶宛大公国。第一批定居者试图保留他们的萨满教，并在非基督教立陶宛人中寻求庇护。现在在立陶宛、白俄罗斯等国零散分布。

## 鞑靼族名人
2000年美網和2005年澳網男單冠軍，俄羅斯的（鞑靼語：Marat Mixail ulı Safin）正是鞑靼人。2012年伦敦奥运会女子体操高低杠冠军穆斯塔芬娜亦是鞑靼族人。
- 迪娜拉·萨芬娜
- 马拉特·萨芬
- 阿莉娅·穆斯塔芬娜
- 阿尔苏
- 阿林娜·卡巴耶娃
- 伊莉娜·沙伊克
- 尼古拉·瓦盧耶夫
- 阿丽娜·扎吉托娃

### 引用
1. ↑  . Radio Free Europe. 2021-10-19  [2022-10-18]. （原始内容存档于2022-03-01）.
2. ↑  . www.encyclopedia.com.   [2017-12-26]. （原始内容存档于2016-11-03）.
3. 1 2  . www.joshuaproject.net.   [2022-10-18]. （原始内容存档于2022-11-25）.
4. 1 2  Henryk Jankowski. Crimean Tatars and Noghais in Turkey （页面存档备份，存于） // a slightly edited version of the paper with the same title that appeared in Türk Dilleri Arastirmalari [Studies on the Turkic Languages] 10 (2000): 113–131, distributed by Sanat Kitabevi, Ankara, Turkey. A Polish version of this paper was published in Rocznik Tatarów Polskich (Journal of Polish Tatars), vol. 6, 2000, 118–126.
5. 1 2  Мусафирова, О. «Мустафа, сынок, прошу тебя — прекрати...» （页面存档备份，存于） // Новая газета. || Archive copy （页面存档备份，存于）
6. 1 2  Пашаев, Осман. . podrobnosti. 2002-11-18  [2022-10-18]. （原始内容存档于2020-11-24）.
7. ↑  . www.gks.ru.   [2022-10-18]. （原始内容存档于2013-03-15）.
8. ↑  . Ukraine Census 2001. State Statistics Committee of Ukraine.   [2012-09-27]. （原始内容存档于2012-03-06）.
9. ↑  Крымские татары （页面存档备份，存于） Big Russian Encyclopedia （俄語）
10. ↑   [The population of the Republic of Kazakhstan by individual ethnic groups at the beginning of 2021]. stat.gov.kz.   [2021-06-20]. （原始内容存档于2021-05-02）.
11. ↑  In Turkey, the census does not indicate the nationality, because all residents of Turkey are considered Turks, so it is impossible to name at least the approximate number of Turkish citizens, considering themselves as Crimean Tatars.
12. ↑  . RFE/RL.   [2021-04-28]. （原始内容存档于2021-05-01） （英语）. Community leaders estimate there are up to 100,000 ethnic Tatars in Afghanistan.
13. ↑  Asgabat.net-городской социально-информационный портал :Итоги всеобщей переписи населения Туркменистана по национальному составу в 1995 году. 的存檔，存档日期2013-03-13.
14. ↑   (PDF). （原始内容 (PDF)存档于2013-11-13）.
15. ↑  .   [2021-01-31]. （原始内容存档于2012-11-30）.
16. ↑  . Agentia Nationala pentru Intreprinderi Mici si Mijlocii. 2002  [2007-08-05]. （原始内容存档于2007-05-13） （罗马尼亚语）.
17. ↑  . Joshua Project. 2021-03-23  [2022-10-18]. （原始内容存档于2021-01-15）.
18. ↑  . Radio Free Europe. 2010-08-12. （原始内容存档于2022-10-21） （英语）.
19. ↑  Рушан, Лукманов. . 2018-05-16. （原始内容存档于2022-10-19） （美国英语）.
20. ↑  . President of Republic of Tatarstan.   [2022-10-18]. （原始内容存档于2021-02-24）.
21. ↑  .   [2022-10-18]. （原始内容存档于2006-08-22）.
22. ↑  . 2017-02-08  [2022-10-18]. （原始内容存档于2018-04-22）.
23. ↑   (PDF).   [2022-10-18]. （原始内容存档 (PDF)于2017-11-18） （pl-PL）.
24. ↑  . www.nsi.bg.   [2022-10-18]. （原始内容存档于2019-05-23）.
25. ↑  .   [2022-10-18]. （原始内容存档于2021-07-18）.
26. ↑  . www.hrono.ru.   [2022-10-18]. （原始内容存档于2021-02-09）.
27. ↑  .   [2018-04-27]. （原始内容存档于2018-08-16）.
28. ↑  . （原始内容存档于2016-03-05）.
29. ↑  . stat.ee.   [2021-11-16].
30. ↑  . espreso.tv.   [2022-10-18]. （原始内容存档于2020-10-01）.
31. ↑  .   [2022-10-18]. （原始内容存档于2020-08-12）.
32. ↑  Национальный состав населения Литвы. Перепись 2011 （页面存档备份，存于）.
33. ↑  Paul Goble. . 2016-06-20  [2022-02-27]. （原始内容存档于2022-10-19）.
34. ↑  張, 帆; 陳, 曉偉; 邱, 靖嘉; 林, 鵠; 周, 思成. . 臺北: 三民書局. 2022. ISBN 9789571474946.
35. ↑  King, Charles. . 东方出版中心. 2011. ISBN 9787547303139.
36. ↑  參見十三世紀政治家、史學家阿塔·馬里克·志費尼記述，合同一時期伊本·艾西尔之历史大全、埃及史家（英语：Al-Qalqashandi）Histoire du sultan Djelal ed-Din Mankobirti, prince du Kharezm等記述，Tatar這個名稱都是用於指蒙古人。
37. ↑  Thomas Riha, Readings in Russian Civilization, Volume 1: Russia Before Peter the Great, 900–1700, University of Chicago Press (2009), p. 186
38. ↑  尼古拉·亞歷山德維奇·巴斯卡科夫（英语：Nikolai_Baskakov_(linguist)）: Русские фамилии тюркского происхождения (Russian surnames of Turkic origin) （页面存档备份，存于） (1979)
39. ↑  . 中国网民族频道.   [2016-07-20]. （原始内容存档于2023-12-02）.
40. ↑  張, 帆; 陳, 曉偉; 邱, 靖嘉; 林, 鵠; 周, 思成. . 臺北: 三民書局. 2022. ISBN 9789571474946.
41. ↑  那顺乌力吉. . 《内蒙古民族大学学报》. 2008年3月, 34 (2).
42. ↑  citing a letter to St Louis of Frances dated 1270 which makes the connection explicit, "In the present danger of the Tartars either we shall push them back into the Tartarus whence they are come, or they will bring us all into heaven"
43. ↑  Wedgwood, Hensleigh. . Transactions of the Philological Society. 1855, (6): 72  [2023-01-22]. （原始内容存档于2023-03-26）.
44. 1 2  Rubruck:W.W.Rockhill,tr.,The Journey of William of Rubruck to the Eastern Parts of the world,London,1900;A.van den Wyngaert,ed,in Sinica Franciscana I,Quaracchi,1929,
45. ↑  董少新. . 复旦大学文史研究院.   [2018-12-07]. （原始内容存档于2024-07-30）.
46. ↑  三訂版,世界大百科事典内言及, 日本大百科全書(ニッポニカ),精選版 日本国語大辞典,デジタル大辞泉,百科事典マイペディア,世界大百科事典 第２版,普及版 字通,山川 世界史小辞典 改訂新版,ブリタニカ国際大百科事典 小項目事典,旺文社世界史事典. . コトバンク.   [2023-07-26]. （原始内容存档于2022-10-14） （日语）.
47. ↑  .   [2022-12-02]. （原始内容存档于2022-11-30）.
48. ↑  .   [2016-02-28]. （原始内容存档于2017-07-30）.

### 书籍
- 內陸亞洲厄魯特史料
- 中華文化通典 第三典

## 外部鏈結
- Kropotkin, Peter Alexeivitch. .  XXIII 9th: 70–71. 1875–1889.